# Udubidae
Udubidae Griswold & Polotow, 2015 è una famiglia di ragni appartenente all'infraordine Araneomorphae.

## Etimologia
Il nome della famiglia deriva da una località geografica del Madagascar, Uduba, indicata dal descrittore degli esemplari, l'aracnologo Eugène Simon, in un suo lavoro del 1880. L'indicazione è una nota a fine pagina 343: "Nom géografique". Non sono note attuali località malgasce con questo nome. Di seguito il suffisso -idae che ne denota l'appartenenza ad una famiglia.

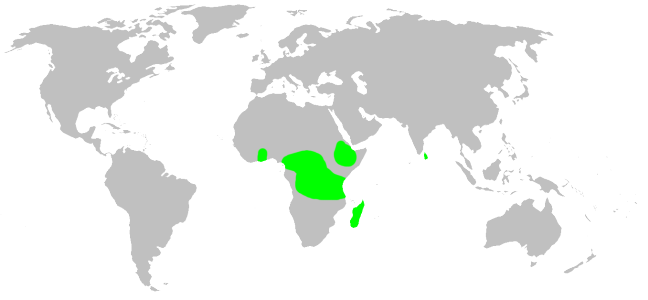
Areale della famiglia Udubidae

## Caratteristiche
I ragni appartenenti a questa famiglia posseggono varie sinapomorfie che possono essere utilizzate per distinguerli correttamente dalle altre famiglie sia nell'ambito dei Lycosoidea che in quello più ristretto delle famiglie che appartengono al clade del calamistro ovale.

## Distribuzione
I 4 generi sono stati rinvenuti in Africa tropicale: (Congo, Camerun, Etiopia, Costa d'Avorio, Tanzania, isola di Bioko); in Madagascar e nello Sri Lanka.

## Tassonomia
L'ex-genere Calamistrula Dahl, 1901, è stato posto in sinonimia con Uduba Simon, 1880, a seguito del recente lavoro di Polotow, Carmichael e Griswold del 2015.
L'ex-genere Mnesitheus Thorell, 1899, è stato posto in sinonimia con Raecius Simon, 1892, a seguito di un lavoro dell'aracnologo Lehtinen del 1967.
Attualmente, a novembre 2020, si compone di 4 generi e 15 specie:
- Campostichomma Karsch, 1892 - Sri Lanka
- Raecius Simon, 1892 - Africa tropicale e subtropicale (Congo, Camerun, Etiopia, Costa d'Avorio, Tanzania, isola di Bioko)
- Uduba Simon, 1880 - Madagascar
- Zorodictyna Strand, 1907 - Madagascar